# Barbara Hammer
Barbara Jean Hammer (Los Angeles, 15 de maio de 1939 — Manhattan, 16 de março de 2019) foi uma cineasta e ativista feminista norte-americana, conhecida por ser uma das pioneiras do cinema lésbico.